# Ванда Нара
Ванда Нара Колосімо (ісп. Wanda Nara Colosimo; 10 грудня 1986, Булонь-сюр-Мер, Буенос-Айрес, Аргентина) — аргентинська модель, танцюристка, телеведуча і футбольна агентка. Колишня дружина нападаючого «Галатасарая» Мауро Ікарді.

## Життєпис

### Кар'єра
Нара дебютувала на сцені як друга провідна в літньому театральному сезоні 2005—2006 років у ревю Humor en Custodia. У літньому театральному сезоні 2006—2007 років Нара була провідною танцюристкою ревю King Corona Хорхе Корона; проте вона залишила ревю через 2 місяці через передбачуване жорстоке поводження з боку коміка та його дружини. У 2007 році Нара підписала контракт із реаліті-шоу «Танці заради мрії» (аргентинська версія — розважальна та гумористична програма Шоуматч). У 2009 році вона брала участь в El Musical de tus Sueños як конкурсантка. У 2011 році Нара взяла участь у конкурсі Patinando 2011, проте залишила його у зв'язку з третьою вагітністю та вирушила до Італії зі своїм чоловіком Максі Лопесом.
У вересні 2018 року Нара замінила Меліссу Сатту в ролі танцюристки у Tiki Taka — Il calcio è il nostro gioco, спортивному ток-шоу Mediaset, яке транслювалося в нічний час, провідним якого був П'єрлуїджі Пардо; ця програма транслювалася у 2018 та 2020 роках на каналі Italia 1 та у 2019 році на каналі Canale 5. Вона брала участь у 4-му сезоні Grande Fratello VIP, організованому Альфонсо Синьоріні і транслюваному на Canale 5 в 2020. У 2022 стала суддею аргентинського аналога шоу Маска. Також Ванді закидають зйомки в еротичних фільмах. Журналісти вважають, що "різноманітні відверті відео і фотосети лише підкидали дров у полум’я таких розмов". У 2023 році Нара запустила нову лінію жіночої білизни "Ванда Інтим". У неї зараз нараховується понад 16 мільйонів підписників у Instagram.

### Особисте життя
З 28 травня 2008 по 6 листопада 2013 Нара одружилася з футболістом Максі Лопесом. Розлучилися після того, як Лопес звинуватив її в зраді, у відповідь вона звинуватила Лопеса в неодноразових зрадах з їхньої покоївкою. У шлюбі народила троє синів: Валентино Гастон Лопес Нара (25 січня 2009), Костянтино Лопес Нара (18 грудня 2010 ) та Бенедикто Лопес Нара (20 лютого 2012). 
Незабаром після розлучення Нара з дітьми повернулася до Буенос-Айреса і почала зустрічатися з Мауро Ікарді, колишнім найкращим другом Лопеса. У квітні 2014 року, перед матчем «Сампдорії» Лопеса та «Інтера» Ікарді Лопес відмовився тиснути руку Ікарді, після чого преса охрестила гру «Дербі Ванди». 27 травня 2014 року Ікарді та Нара одружилися. У шлюбі народила ще двох дочок: Франческа Ікарді Нара (19 січня 2015) та Ізабелла Ікарді Нара (27 жовтня 2016). Також Ікарді звільнив свого агента, з яким співпрацював протягом 10 років, і призначив його місце Ванду. 16 жовтня 2021 року вона оголосила про розлучення з Ікарді через його зраду з моделлю Чайна Суарес. 
Восени 2022 року їй приписували роман із репером L-Gante. Через рік після цього Ванда Нара в інтерв'ю Mundo Deportivo розповіла, які у неї були стосунки з L-Gante. За її словами співак використовував її ім'я, щоб популяризувати себе. 
У 2023 році журналіст Жорді Мартін повідомив про стосунки Нари з футболістом Бальде Кейта.